# Skrajności (film 1986)
Skrajności lub Krytyczne położenie – amerykański film z 1986 roku w reżyserii Roberta M. Younga, ekranizacja broadwayowskiej sztuki Williama Mastrosimone.

## Obsada
- Farrah Fawcett jako Marjorie
- James Russo jako Joe
- Alfre Woodard jako Patricia
- Diana Scarwid jako Terry
- Sandy Martin jako Oficer Sudow
- Eddie Velez jako Oficer #1

## Treść
Marjorie Easton, która pracuje w muzeum, zostaje napadnięta po opuszczeniu supermarketu przez brutalnego napastnika, który usiłuje ją zgwałcić. Z trudem udaje jej się obronić, ale przestępca ucieka zabierając torebkę, w której znajdują się wszystkie dokumenty.
Po tym dramatycznym przeżyciu Marjorie bierze kilka dni urlopu, aby dojść do siebie. Mieszka razem z dwoma przyjaciółkami – Terry i Patricią. Dla pełnego spokoju zamyka zawsze starannie drzwi, a nawet wymienia zamki.
Pewnego ranka, kiedy współmieszkanki wyszły już z domu, zjawia się nagle przed drzwiami Joe – napastnik z supermarketu...

## Nominacja do nagrody
Za główną rolę Marjorie jej odtwórczyni Farrah Fawcett w 1987 roku zdobyła nominację do nagrody Złotego Globu w kategorii Najlepsza Aktorka w Dramacie.